# François de Bréderode
Pour les articles homonymes, voir Brederode.
François de Bréderode, en néerlandais Frans van Brederode, dit le Jonker Frans ou Roofridder Frans, né le 4 février 1465 à Vianen (province d'Utrecht) et mort le 11 août 1490 à Dordrecht (Hollande), est un noble des Pays-Bas bourguignons sous les règnes de Charles le Téméraire et de Marie de Bourgogne, et sous la régence de Maximilien d'Autriche.
Il est le principal protagoniste de la « guerre du jonker Frans (nl) », une des révoltes survenues pendant cette régence. Prenant aussi explicitement place dans la guerre des Hameçons et des Cabillauds, la défaite de la révolte du Jonker Frans marque la fin de ce conflit initié en 1345.

## Contexte: les problèmes de la succession de Charles le Téméraire
Charles le Téméraire meurt vers le 3 janvier 1477, lors de la défaite de son armée devant Nancy. Son héritage échoit à sa fille, la duchesse Marie de Bourgogne (1457-1482). Dès ce mois de janvier 1477, Louis XI lance ses armées contre l'État bourguignon, d'abord sur Dijon, capitale du duché de Bourgogne, origine de l'État bourguignon : c'est le début de la guerre de Succession de Bourgogne.
Marie est obligée de concéder aux Néerlandais le Grand Privilège des pays de par-deçà (avril 1477). Elle épouse Maximilien d'Autriche en août 1477. Elle meurt cinq ans plus tard (mars 1482).
Maximilien devient alors régent au nom de leur fils Philippe (1478-1506). Les villes de Flandre le poussent à arrêter la guerre : il signe donc le traité d'Arras (décembre 1482), très favorable à la France. Mais Louis XI mourant en août 1483, Maximilien pense qu'il est souhaitable de repartir en guerre.
Il se heurte alors à l'opposition catégorique des villes de Flandre et de Brabant, hostiles à la guerre avec la France : deux révoltes ont lieu (1483-1485 et 1487-1491). Le début de la deuxième est marqué par l'arrestation de Maximilien par les habitants de Bruges (31 janvier 1488).
La révolte dirigée par Bréderode en Hollande est donc simultanée avec cette révolte, à un moment où Maximilien se trouve dans une situation de faiblesse.

## Biographie

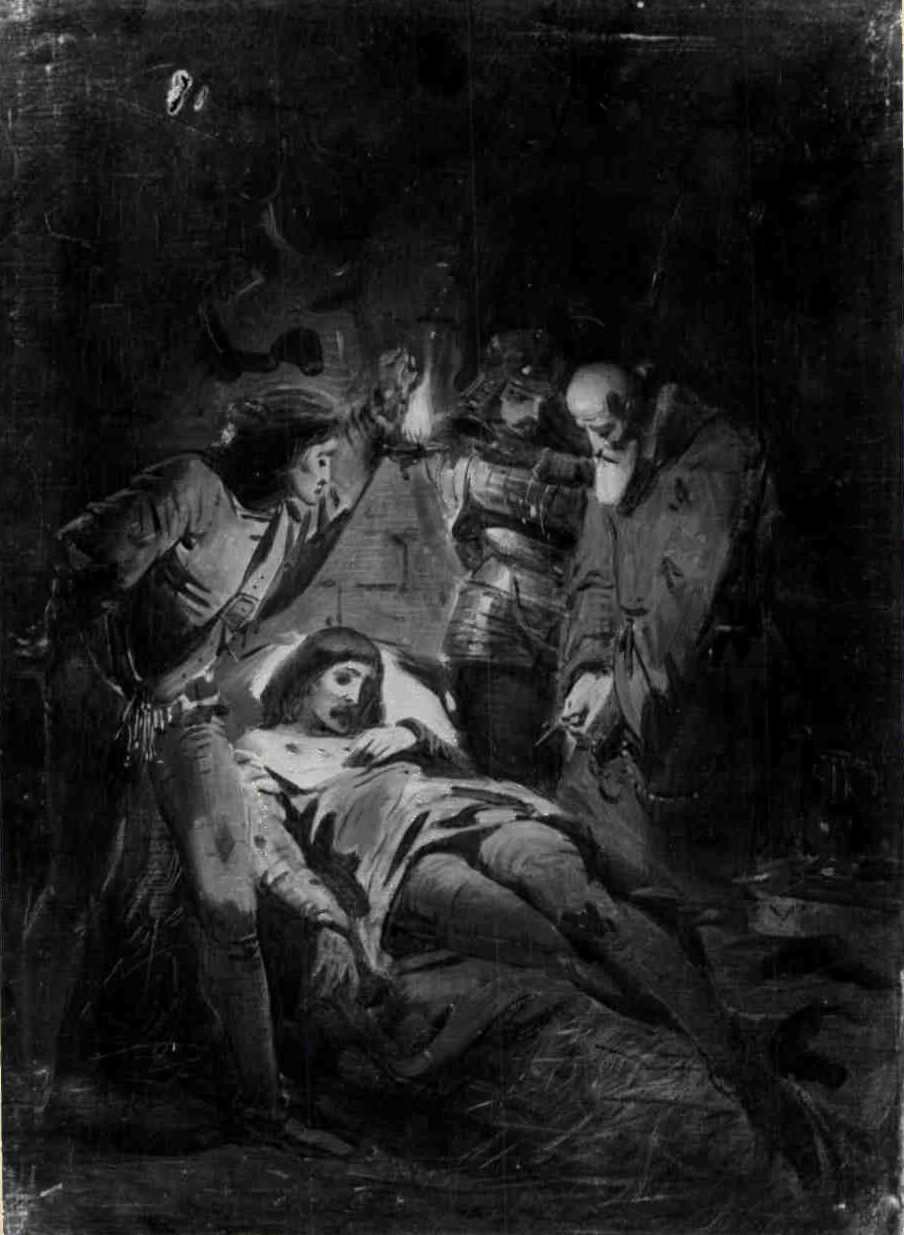
La mort de François de Bréderode, peinture de Johannes Egenberger.

### Origines familiales et formation
François est un des enfants de Renaud II de Brederode (d'une famille de Hollande) et de Yolande de Lalaing (issue d'une grande famille du Hainaut).
Il naît au château de Batenstein à Vianen, à l'époque situé dans la principauté épiscopale d'Utrecht (annexée aux Pays-Bas des Habsbourg par Charles Quint en 1528).
Il commence sa formation de chevalier à l'âge de sept ans comme écuyer. Il a probablement été fait chevalier vers 1481, à l'âge de dix-sept ans.
Il part ensuite parti étudier à l'université de Louvain, située dans le duché de Brabant, un des fiefs tenus par les ducs de Bourgogne.

### Chef du parti des Hameçons, adversaires de Maximilien en Hollande
En 1488, il reçoit à Louvain la visite d'une délégation[Qui ?] du parti des Hameçons, parti opposé à la régence de Maximilien d'Autriche.
Il accepte de venir à L'Écluse, ville alors située dans le comté de Flandre (aujourd'hui en Zélande, dans le pays de Flandre zélandaise) et utilisée comme refuge par les exilés de ce parti[réf. nécessaire].
Le 3 avril 1488, il est choisi comme chef par un comité de trois personnes du parti des Hameçons, dont son frère Walrave II de Brederode.

### Le soulèvement
Le 18 novembre, Frans de Brederode réussit à s'emparer de Rotterdam par surprise.
À partir de Rotterdam, il tente de s'emparer des villes environnantes : Schiedam, Delft, Gouda, Dordrecht et Schoonhoven, tout en pillent régulièrement la région de Rotterdam[réf. nécessaire].
Il reçoit l'aide d'un chef militaire expérimenté venu de Gueldre, Reynier van Broeckhuysen (nl), qui est un cousin plus âgé[réf. nécessaire].
Il réussit à prendre les villes de Woerden et Mont-Sainte-Gertrude.

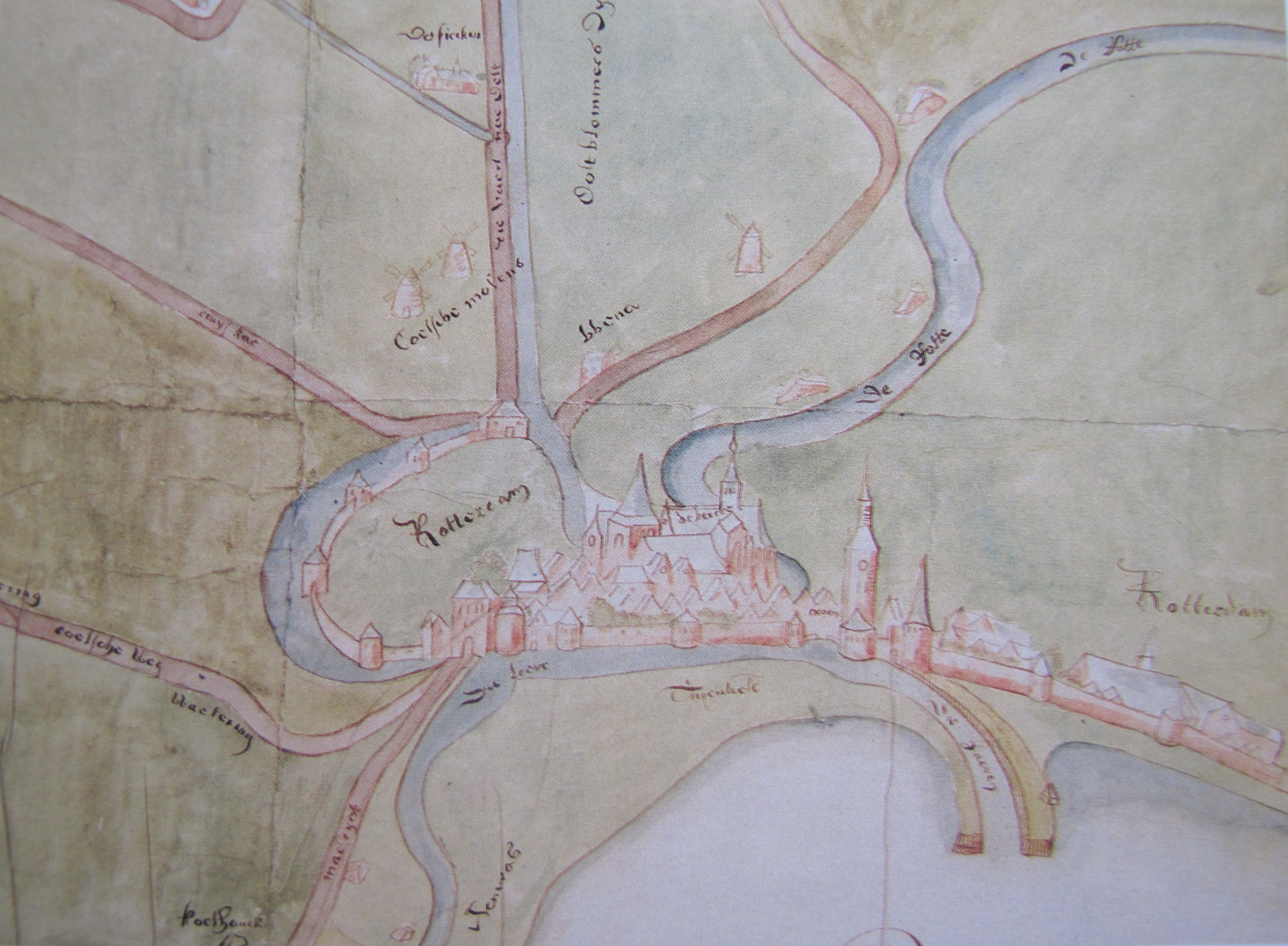
Rotterdam au XVIe siècle par Cornelis Cornelisz de Schilder

### La défaite et la répression
En 1489, Jean III d'Egmont, stathouder (lieutenant gouverneur) de Hollande pour Maximilien, met le siège devant Rotterdam. La ville est obligée de capituler, mais Bréderode réussit à échapper à Jean d'Egmont. Plusieurs de ses partisans, dont le maire de Rotterdam[Qui ?], sont jugés à Delft, condamnés à mort et décapités en juillet 1489.
Réfugié dans les îles de Zélande avec une partie de ses troupes, Frans continue les pillages.
Le 23 juillet 1490, il est grièvement blessé lors de la bataille de Brouwershaven. Capturé et enfermé dans la tour Puttox (Puttoxtoren) à Dordrecht, il est condamné à mort, mais il meurt de ses blessures en prison peu après.
Il ne laisse pas de descendance.

## Conséquences
Le Jonker Frans est rapidement[Quand ?] devenu un héros à Rotterdam.
Les guerres ont considérablement renforcé la position de Rotterdam par rapport aux villes environnantes. Par exemple, la ville voisine de Delft avait perdu tous ses navires et Gouda avait perdu la moitié de ses maisons. Grâce à Jonker Frans, Rotterdam est devenue une ville d'importance en Hollande.[réf. nécessaire]
La répression de cette révolte est tellement drastique qu'elle met fin au parti des Hameçons et à la guerre des Hameçons et des Cabillauds.

## Hommages
La ville de Rotterdam l'honore avec la rue Jonker Fransstraat.

### Source
Cet article comprend des extraits du Dictionnaire Bouillet. Il est possible de supprimer cette indication, si le texte reflète le savoir actuel sur ce thème, si les sources sont citées, s'il satisfait aux exigences linguistiques actuelles et s'il ne contient pas de propos qui vont à l'encontre des règles de neutralité de Wikipédia.